# Eurykrates
Eurykrates ist ein antiker, griechischer, männlicher Vorname.

## Herkunft und Bedeutung
Altgriechisch Εὐρυκράτης
Der Name ist altgriechischen Ursprungs und bedeutet weithin herrschend.

## Varianten
- Latein: Eurycrates

## Bekannte Namensträger
- zwei spartanische Könige
  - Eurykrates I.
  - Eurykrates II., der auch Eurykratidas genannt wird